# Christopher Bruun
Christopher Bruun, Christopher Arndt Bruun (* 23. September 1839 in Christiania; † 17. Juli 1920 in Gausdal) war ein norwegischer Geistlicher und Lehrer an einer Volkshochschule.
Bruun war Begründer der norwegischen Volkshochschulbewegung und eine Gestalt des Übergangs von der national-romantischen Bauerngesellschaft zu einer Gesellschaft, in der die Arbeiterklasse in den Vordergrund trat.

## Leben
Seine Eltern waren der Stiftsoverrettsprokurator Johan Peter Bruun (1810–1843) und dessen Frau Hansine Nicoline Juliane Sybille („Line“) Stenersen (1816–1901). 1872 heiratete er Kari Skar (21. August 1851–27. Mai 1924), Tochter des Landwirts Ole Torsteinson Skar (1804–1886) und dessen Frau Mari Laanke (1814–1894).
Bruun entstammte einer gut situierten Familie. Nach dem Tode des Vaters zog die Familie von Christiania nach Vang in Hedmark, heute Ortsteil von Hamar, wo die Mutter ihre nächsten Verwandten hatte. Sie erzog Christopher in „Gottesfurcht und Fleiß“. 1850 zog die Familie nach Lillehammer, wo Bruun die Lateinschule besuchte. Nach Ablegung des Annenexamens begann Bruun 1857 in Christiania ein Studium der Theologie. Dort entwickelte er eine kritische Haltung zum Pietismus. Starken Einfluss übte auf ihn Søren Kierkegaard aus. Außerdem war er in der skandinavischen Studentenbewegung engagiert und knüpfte Verbindungen zu den Anhängern Grundtvigs in Dänemark. Er war auch Mitglied im studentischen Debattierclub Det lærde Holland. 1862 legte er sein theologisches Staatsexamen ab. Auf Grund der Warnung Kierkegaards, es sei gefährlich, Pfarrer zu werden, worin sich eine tiefe Skepsis gegen die Staatskirche ausdrückte, scheute er sich zunächst lange, einen solchen Beruf zu ergreifen und reiste bis 1867 öfter ins Ausland, betätigte sich als Lehrer in Christiania und als Repetitor für Theologiestudenten. 1863 reiste er mit seiner Mutter und seinen Geschwistern nach Rom, wo er am skandinavischen künstlerischen Leben teilnahm.

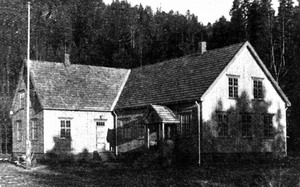
Vonheim Volkshochschule

Als es zum Konflikt zwischen Dänemark und Preußen kam, kehrte er im Frühjahr 1864 nach Norwegen zurück. Am 2. April hielt er eine flammende Rede im Norwegischen Studentenverband zur Unterstützung der dänischen Kampfverbände. Er war Anhänger des Skandinavismus. Zusammen mit 140 norwegischen Freiwilligen nahm er an der Schlacht bei den Düppeler Schanzen teil. Danach wanderte er zu Fuß zu seiner Familie nach Rom. Aus Dänemark nahm er den Eindruck mit, dass die Bauern kein Nationalbewusstsein hätten und die Intellektuellen zu politischer Handlung nicht fähig seien. 1866 hielt er im Studentenverband eine Rede, wo er die völkisch-nationale Perspektive besonders hervorhob. Auf seiner nächsten Europareise besuchte er am Ende die Volkshochschulen in Dalum in Västra Götalands län und in Askov. Nach Norwegen zurückgekehrt, wollte er eine entsprechende Einrichtung schaffen. Im Herbst 1887 gründete er zusammen mit Christian Horne auf dem Landgut Romundgard in Sel in Nord-Gudbrandsdal eine Volkshochschule mit 20 Schülern. 1871 zog die Schule nach Gausdal um. Sie besteht heute als Vonheim Volkshochschule.
Christopher Bruun wurde die bedeutendste Persönlichkeit für die Entwicklung der Volkshochschulen in Norwegen. Seine beiden Reden 1870 und 1877 vor dem Studentenverband wurden 1878 unter dem Titel Folkelige Grundtanker (Völkische Grundgedanken) veröffentlicht und wurden zur ideologischen Programmschrift für die Volkshochschulbewegung. Ziel sollte eine allgemeine Volksbildung sein. Die Voraussetzung für die Bildung einer norwegischen Nation war für Bruun, der bäuerlichen Gesellschaft Bildung nahezubringen. Grundpfeiler dieser Bildung sollten die norwegischen Werte aus Edda und Bibel sein. Im Gegensatz zu Kontinentaleuropa mit seiner „Überzivilisation“ sei die norwegische Bauerngesellschaft auf Grund der Randlage Norwegens ein unberührtes und friedliches Miteinander. Es seien die Norweger, die mehr als jedes andere Volk die Überlieferung der alten Zeiten bewahrten. Nun sei es die Aufgabe der Volkshochschulen, die Bauern aus der Jahrhunderte währenden Dunkelheit zu befreien und sie so für die Rolle, die ihnen die Verfassung von Eidsvoll zugeteilt hatte, tauglich zu machen. Er sah die Bauerngesellschaft in einem Zwischenfeld zwischen goldenem Zeitalter und gegenwärtigem Verfall. Es sollten ein norwegisches Nationalgefühl und eine christliche Erneuerung hervorgebracht werden. Entgegen dem mehr individualistischen Pietismus sah Bruun in der Liebe zum Reich Gottes das Ziel, das auf dem Weg über die Liebe zur Nation zu erreichen sei. Er baute auf dem pädagogischen Programm Grundtvigs auf, teilte aber dessen Ansichten über die Kirche nicht. Vielmehr trat er für die konsequente Trennung von Staat und Kirche ein.
Bruuns Fokussierung auf den Bauernstand zeigte sich auch in seiner einfachen Lebensführung. Er aß Bauernkost und ging in Kleidung aus Vadmal. Die Städter sahen das als alberne Provokation, während seine Schüler dies mit Enthusiasmus aufnahmen. Er umgab sich mit fähigen und einflussreichen Mitarbeitern, und Bjørnstjerne Bjørnson war oft in Vonheim und hielt dort Vorträge. Er wurde nach dem Kauf von Aulestad sein nächster Nachbar.
In seinem Gesellschaftsbild kombinierte Bruun den Liberalismus Grundtvigs mit einem politischen Moralismus. Er kritisierte die Verbindung von Christentum und Konservativismus und wandte sich gegen den „Opraabet til Christendommens Venner“ (Aufruf an die Freunde des Christentums), in welchem vor Demokratie und Parlamentarismus gewarnt worden war. Seine Stellung für das Gemeindechristentum gegen das pietistische Einzelchristentum kam besonders in seinen polemischen Schriften der 80er Jahre zum Ausdruck: Om Chisten-Samfundets Synder (Über die Sünden der christlichen Gesellschaft), Venste-Politiken og Theologerne (Die Politik der Venstre und die Theologen) und Kristendom og politik (Christentum und Politik). Er unterstützte die Venstre, war aber kritisch gegenüber Johan Sverdrups Politik. Er wurde zur leitenden Figur bei der „Moderaten Venstre“. Im Widerstand gegen Lars Oftedal 1891 stand er in vorderster Front. Er trat einerseits für die Glaubensfreiheit ein, auf der anderen Seite wandte er sich gegen die staatliche Unterstützung des Freidenkers Alexander Kielland.
1893 verließ er Vonheim und wurde Pfarrer der Staatskirche in der Johannes-Gemeinde in Christiania. In Vonheim sah man dies als Niederlage Bruuns an, der zu diesem Schritt aus wirtschaftlichen Gründen gezwungen war. Die Johannes-Gemeinde war eine reine Arbeitergemeinde. Er gründete 1893 die Zeitung For kirke og kultur (Für Kirche und Kultur), die bald ein wichtiges Organ für den Dialog zwischen Kirche und Gesellschaft wurde.
Politisch leistete er Widerstand gegen die Auflösung der Union mit Schweden 1905. Er sprach dem Storting das Recht ab, den Unionskönig in seiner Eigenschaft als norwegischer König abzusetzen. Außerdem beschwor er die Gefahr, die von Russland ausging. Aber in der aufgeheizten Stimmung 1905 war kein Raum für abweichende Meinungen. Eine Ankündigung für eine Bibellesung in seiner eigenen Kirche wurde polizeilich unterbunden, seine eigene Zeitung For kirke og kultur lehnte den Abdruck seiner Artikel, in denen er seinen Standpunkt darlegen wollte, ab und für seine Verteidigungsschrift Til det norske folk  (An das norwegische Volk) fand er keinen Verleger. Letztendlich wurde der Text in Dänemark gedruckt und nach Norwegen geschmuggelt. Nach der Unionsauflösung 1905 war Bruun weitestgehend isoliert. Gleichwohl nahm er an Zeitproblemen noch mit 70 Jahren regen Anteil. Durch seine Begegnungen mit den Arbeitern in seiner Gemeinde hatte er einen tiefen Einblick in das künftige Norwegen in der industriellen Revolution. Er löste sich von der vorindustriellen Nationalromantik und nahm an sozialistischen Arbeiterversammlungen teil.
Die Jahre nach 1893 waren schwer. Fünf seiner acht Kinder starben. Er gab den Pfarrerberuf 1918 auf und starb 1920 nach kurzer Krankheit.

## Werke
- Folkelige Grundtanker. Hamar 1878.
- Om Christen-Samfundets Synder. 1881.
- Venstre-Politiken og Theologerne. 1883.
- Kristendom og Politik. 1884.
- Om Jesus som menneske. 1897.
- Til det norske Folk. Kopenhagen 1905.
- Fri Folkekirke. 1909.
- Vaagn op! Til Norges Ungdom. Utg. av en varmhjertet forsvarsven. 1913.
- Soldat for sanning og rett. Brev frå krigen i 1864, ved Vegard Sletten. 1964.

## Erläuterungen
1. ↑  
Das „Stiftsoverrett“ wurde 1797 als Appellationsinstanz zwischen den Untergerichten und dem Oberhofgericht in Kopenhagen eingerichtet und löste das Oberhofgericht und die Lagtinge ab. Es wurde jeweils eines in den vier Bistümern des Landes errichtet. Es war ein Kollegialgericht mit einem Vorsitzenden und zwei Beisitzern. Ursprünglich waren sie sowohl für Strafsachen als auch für Zivilsachen zuständig. Mit der Novellierung der Strafprozessordnung 1887 entfielen die Strafsachen. Ab 1890 hießen sie „Obergerichte“. Der Prokurator war ein Rechtsanwalt, der bei diesem Gericht zugelassen war.
2. ↑  
Das „Annenexamen“ war ein Examen philosophicum, eine Zwischenprüfung, deren Bestehen Voraussetzung für das weitere Studium für ein Staatsexamen war.